# 홀랜드 코드

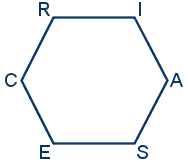
존 L. 홀랜드의 홀랜드 코드의 RIASEC 헥사노

홀랜드 코드(Holland Codes), 홀랜드 직업 테마(Holland Occupational Themes, RIASEC), 홀랜드 분류, 홀랜드 검사는 미국 심리학자 존 L. 홀랜드(John L. Holland)가 처음으로 개발한 직업 및 직업 선택 이론에 기초한 관심사 분류법을 의미한다.
홀랜드 코드는 관심 평가인 스트롱 흥미검사(Strong Interest Inventory)의 구성 요소로 사용된다. 또한, 미국 노동부 고용 훈련국은 1990년대 후반에 시작된 이래로 무료 온라인 데이터베이스 O*NET(직업 정보 네트워크)의 "관심사" 섹션에서 RIASEC 모델의 업데이트되고 확장된 버전을 사용해 왔다.